# Jardin sauvage
 (août 2009).

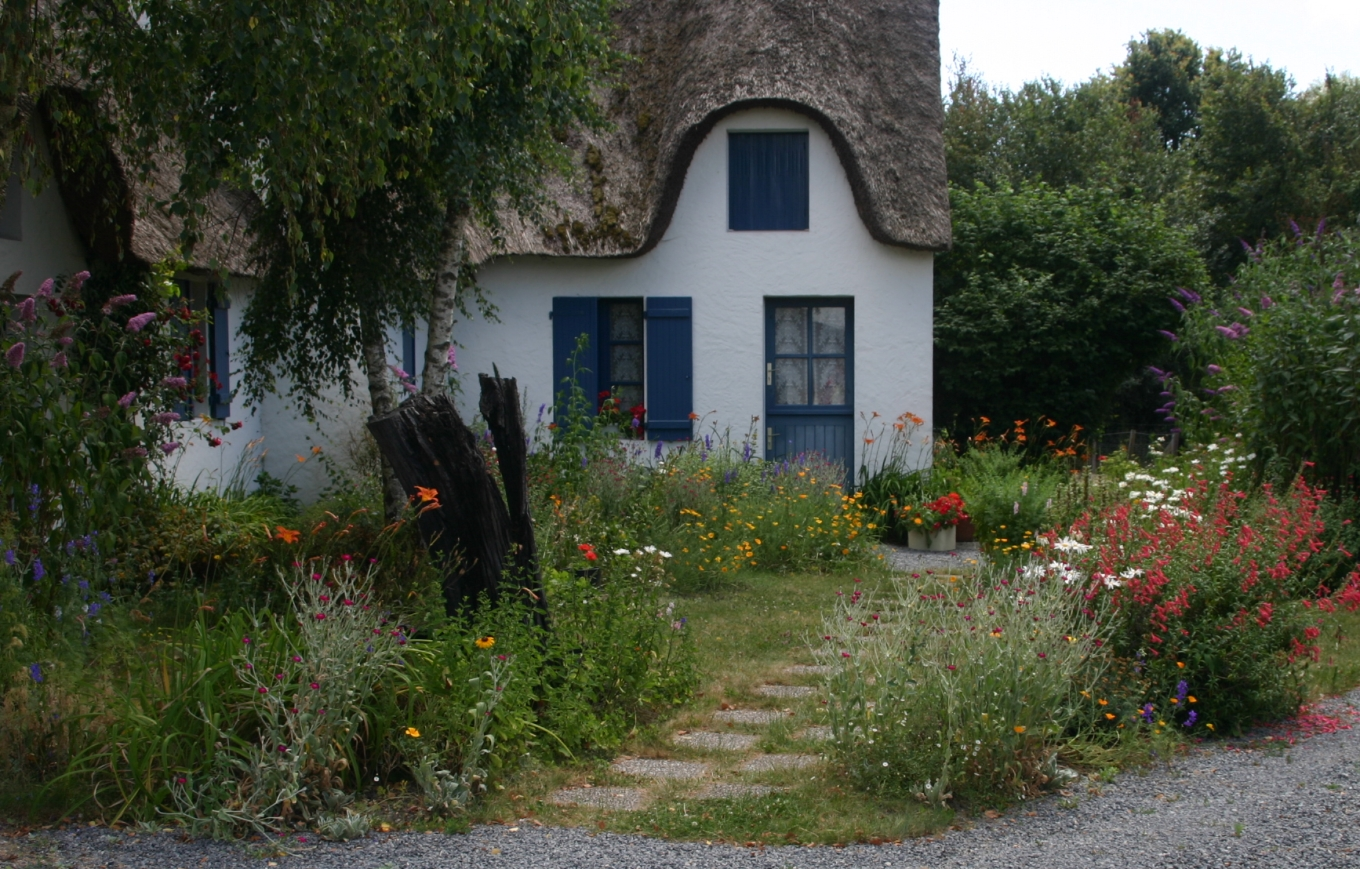
Jardin sauvage, île de Fédrun/Saint-Joachim.

Un jardin sauvage est un jardin dans lequel la conservation de la nature joue un rôle important. Il reproduit, à son échelle, des milieux naturels locaux (biotopes) afin d'offrir un refuge à la vie sauvage, tant végétale qu'animale. Sa caractéristique principale est une forte présence de végétaux indigènes, qui servent de support à la faune sauvage. Un jardin sauvage a donc une vocation de refuge naturel, qu'il soit créé de toutes pièces ou que l'on ait simplement laissé les espèces s'établir d'elles-mêmes. Comme tout jardin, il fait néanmoins l'objet d'une gestion, puisque, d'une part, il doit rester attrayant pour le jardinier et sa famille ou pour le public (aspects récréatif et esthétique) et que, d'autre part, les végétaux les mieux adaptés à la situation du jardin risquent de tout envahir si leur expansion n'est pas un tant soit peu contrôlée.
Les jardins sauvages sont souvent également appelés « jardins naturels ». Toutefois, ce terme est assez vague et peut aussi être employé comme synonyme de « jardin écologique » ou « biologique », ou désigner simplement un jardin d'aspect « libre », ne faisant pas l'objet d'un entretien strict. Ces divers termes se recoupent et sont liés à une même philosophie du jardinage, plus respectueuse de l'environnement au sens large. L'appellation « jardin sauvage » met cependant l'accent sur la place accordée aux espèces végétales indigènes et à la création de milieux naturels, afin de contribuer à la sauvegarde de la biodiversité régionale. « Jardin nature admise » peut être considéré comme un bon synonyme.

## Philosophie
La notion de « jardin sauvage » remonte au XIXe siècle et est attribuée au jardinier irlandais William Robinson (en) (1838-1935), auteur de The Wild Garden (1870). Celui-ci rompt avec le conformisme des jardins de l'époque et promeut une forme de jardinage qui accorde une place aux fleurs rustiques et les laisse se naturaliser au lieu de les contrôler strictement. Le jardin acquiert ainsi un caractère plus naturel, plus romantique.
La dimension de refuge naturel qui s'est greffée sur le concept de W. Robinson émane du constat que l'espace réservé à la vie sauvage se réduit sans cesse. Sous la pression des activités humaines, les biotopes naturels sont détruits ou modifiés. Dans l'esprit de nombreuses personnes, la nature a sa place - et la trouve - en dehors des zones urbanisées. Or, dans les régions du globe à forte densité démographique, ce n'est souvent plus le cas[réf. nécessaire]. Les zones rurales, forestières et côtières ont été à ce point modifiées en vue de la satisfaction des besoins humains que le qualificatif de « naturel » ou « semi-naturel » ne peut plus leur être appliqué. Trop souvent, la forêt n'est envisagée que sous l'angle économique et se compose d'un nombre limité d'essences, exotiques dans le pire des cas (p.ex. épicéa en Belgique, eucalyptus en région méditerranéenne) ; l'agriculture intensive transforme le paysage en gigantesques monocultures arrosées de pesticides et d'engrais ; zones humides, friches, dunes, landes, berges de rivières, parcelles de nature encore intacte sont détruites, morcelées ou modifiées pour favoriser des activités « rentables » (habitat « extensif », tourisme, agriculture, navigation fluviale, captage d'eau pour les villes et l'agriculture, etc.). La nécessité de créer des réserves naturelles, strictement protégées, en témoigne.
Or, la superficie de ces réserves est bien trop réduite pour compenser la perte d'espace pour la vie sauvage. De plus, elles sont éloignées les unes des autres, ce qui réduit les possibilités de dispersion des espèces végétales et animales et, par là, les possibilités de brassage génétique. Sans celui-ci, les populations, en particulier animales, risquent de s'affaiblir et de dégénérer. D'où l'idée de laisser une place à la nature dans des zones vertes strictement liées à un usage humain mais n'étant pas soumises à des impératifs de productivité, à savoir les parcs et les jardins publics et privés, qui peuvent représenter une surface non négligeable des zones urbanisées. Cette philosophie peut également s'appliquer aux bermes d'autoroutes, bords de chemins et petits éléments de verdure urbaine, tels que les ronds-points. On crée ainsi des mini-réserves et des « couloirs » permettant le déplacement et la dissémination des espèces, qui viennent compléter le réseau formé par les talus de chemin de fer et les terrains vagues.

## Grands principes
La pratique du jardinage « nature admise » peut être résumée en quelques principes fondamentaux :
- renoncer à l'utilisation de produits toxiques pour la faune et la flore : engrais chimiques et pesticides de toutes sortes (insecticides, fongicides, anti-mousses…) ;
- préférer les plantes indigènes locales (elles constituent le meilleur support pour la faune), les autres plantes utiles aux espèces animales (arbres à baies, plantes mellifères, fleurs simples produisant nectar et pollen) ou au minimum les plantes robustes qui restent saines sans recours aux produits chimiques ;
- accorder une place à la spontanéité, ne pas chercher à tout contrôler et accepter de se laisser surprendre : laisser de nouvelles espèces s'installer spontanément, laisser pousser la pelouse par endroits, tailler moins souvent les haies, conserver du bois mort… ;
- reproduire des milieux naturels variés : zone humide, sous-bois, talus… ;
- offrir des abris à la faune : nichoirs, abris à insectes, accès à un abri de jardin… ;
- limiter la présence d'espèces envahissantes.

S'y ajoutent quelques principes communs à tous les styles de jardinage : installer les plantes à l'endroit qui leur convient (soleil/ombre, sol sec/humide, sol acide/calcaire), contrôler les plantes trop envahissantes et organiser le jardin de telle sorte qu'il soit agréable pour ses utilisateurs.
Ces principes sont complémentaires et se renforcent mutuellement : les plantes indigènes survivent sans produits chimiques ; ces plantes (et l'absence de produits chimiques) attirent de nombreux insectes dont les populations se régulent entre elles pour atteindre un équilibre ; les plantes plus fragiles bénéficient de cet équilibre et se passent elles aussi de produits chimiques ; la nature spontanée (souvent des plantes indigènes) augmente encore la biodiversité du jardin et renforce les équilibres biologiques ; les prédateurs plus grands (oiseaux, hérissons…) sont attirés par la diversité du jardin et contribuent à lutter contre les espèces « nuisibles »…
Les sections suivantes de l'article abordent ces différents principes plus en détail.

## Milieux
Pour offrir un espace diversifié à la vie sauvage, un jardin sauvage peut présenter différents types de milieux accueillant chacun une flore et une faune spécifiques :
- une zone boisée, avec divers étages de végétation (strate herbacée, arbustes, plantes grimpantes, arbres de haut jet). En fonction de la superficie du jardin, on privilégie des essences plus ou moins hautes ;
- une zone herbacée, potentiellement très fleurie. Les possibilités sont multiples : la végétation peut être coupée à différentes périodes de l'année, plus ou moins fréquemment, afin de favoriser des espèces végétales particulières, mais elle peut aussi être tondue relativement court la plupart du temps, en vue de favoriser les plantes les plus basses et d'offrir un terrain de chasse à certains oiseaux. Elle peut également prendre la forme d'un parterre de fleurs. Par ailleurs, il est intéressant de laisser une zone herbeuse en friche (aucune fauche sur l'année), car ce milieu offre un abri aux insectes et à leurs larves à la mauvaise saison. Enfin, une partie du jardin, par exemple une bordure, peut être retournée tous les ans afin de favoriser les espèces annuelles telles que les fleurs des champs ;
- une zone de « lisière forestière ». Celle-ci est particulièrement riche en espèces, car elle attire aussi bien celles des milieux boisés que celles des milieux herbacés. Elle est souvent présente dans les jardins sous la forme d'une haie, plantée pour sa fonction de délimitation, et sert également de corridor biologique. Une haie libre (c'est-à-dire non taillée) a l'avantage de pouvoir fleurir et produire des fruits, et d'être ainsi plus attrayante pour les insectes, oiseaux et mammifères. Les espèces épineuses protègent les petits animaux de leurs prédateurs (chats et autres), les espèces persistantes leur offrent un abri en hiver ;

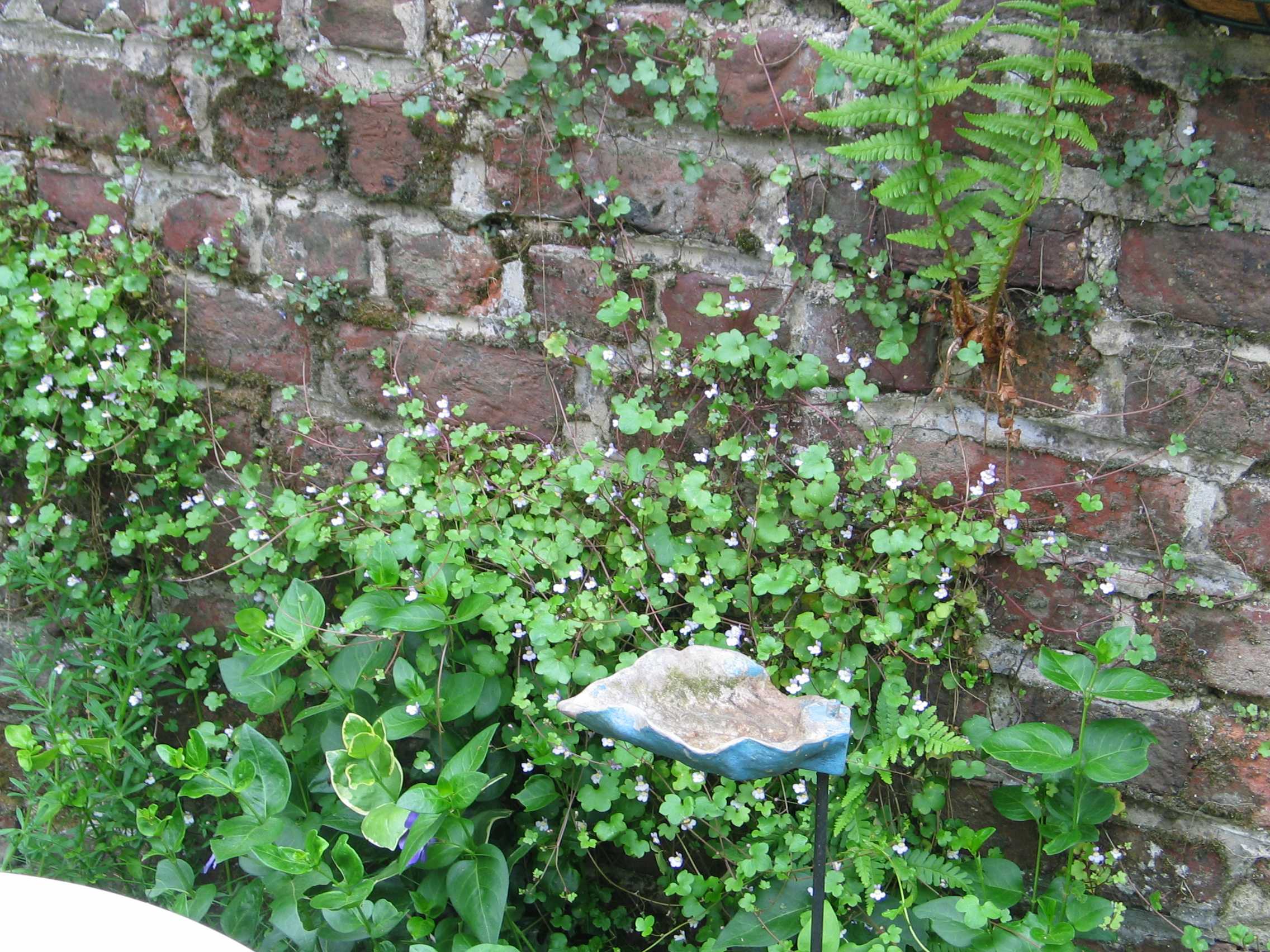
Un mur de briques colonisé par la végétation.

- une zone humide peut être constituée d'un plan d'eau plus ou moins vaste, d'une fontaine, d'un marais, d'un fossé. Il faut veiller à ce que son aménagement permette d'éviter la noyade des animaux — et des humains — qui s'en approchent (berges en pente douce). Une telle zone héberge une faune propre, mais permet également aux espèces terrestres de s'abreuver, aux oiseaux de se baigner et à certains de ces derniers de prélever de la boue pour la construction de leur nid ;
- une zone sèche peut prendre la forme d'un talus, d'un sentier de gravier, d'une rocaille, d'une zone sablonneuse, d'un muret en pierres sèches (c'est-à-dire non maçonné) ou d'une toiture végétale. Il peut tout simplement s'agir d'un mur de briques ou de pierres que l'on s'abstient de rejointoyer.

## Choix des végétaux
Puisqu'un jardin sauvage reproduit l'environnement naturel de la région qui l'entoure, il abrite en majorité des plantes indigènes. Celles-ci accueillent toujours un nombre plus élevé d'espèces animales que les espèces « exotiques ». En effet, elles sont en relation étroite avec les insectes et autres animaux de la région, avec lesquels elles évoluent depuis des millénaires. Ainsi, les inflorescences des végétaux d'une région donnée sont parfaitement adaptées aux pollinisateurs (insectes, oiseaux, mammifères) de cette même région, qui sont attirés par leur nectar et leur pollen ; il en va de même de leurs fruits, dont les consommateurs disséminent les graines.
Les plantes indigènes constituent donc la base des pyramides ou chaînes alimentaires. La dépendance la plus forte vis-à-vis des plantes indigènes se situe au niveau des insectes, et plus particulièrement de leurs larves ; pour se nourrir, ces dernières dépendent strictement de la présence de végétaux particuliers, voire d'une seule et unique espèce. Or, plus les insectes sont nombreux, plus le jardin attirera d'oiseaux, et ainsi de suite. En résumé, une grande diversité de plantes indigènes favorise une grande diversité d'espèces animales qui se nourrissent les unes des autres ; de la sorte, aucune espèce ne devient abondante au point de nuire à la végétation. Cet équilibre entre ravageurs et prédateurs est recherché par les partisans de l'agriculture et du jardinage biologiques.
Cependant, un jardin sauvage peut très bien accueillir un certain nombre d'espèces non indigènes. Certaines d'entre elles sont en effet de grandes productrices de nectar, de graines ou de fruits, ou bien fleurissent très tôt ou très tard dans la saison et assurent par là une plus longue période de nourrissage aux animaux. Elles ne devraient toutefois pas représenter la majorité des végétaux d'un jardin sauvage, mais plutôt être considérées comme un « plus ». Par exemple, le tournesol n'est indigène qu'en Amérique du Nord, mais il est intéressant dans tout jardin sauvage en raison de son importante production de graines et parce qu'il s'agit d'une plante mellifère.
Le choix des espèces exotiques doit toutefois être prudent, car certaines d'entre elles se révèlent être envahissante et peuvent mettre en péril les équilibres au sein des écosystèmes régionaux, bien que leur commercialisation ne soit pas interdite. Un exemple bien connu est celui de la renouée du Japon, qui pose problème en Europe et en Amérique du Nord.
Il faut également souligner le problème que peuvent constituer les cultivars (c'est-à-dire les variétés cultivées, les créations horticoles). Lorsqu'un cultivar résulte de l'« amélioration » d'une espèce existante pour donner des fleurs doubles, il ne produit souvent plus de nectar ni de graines, ou en moindre quantité, et perd ainsi tout ou partie de son intérêt pour la vie sauvage. Lorsqu'une couleur particulière de feuillage est favorisée par sélection, les insectes qui vivent sur cette plante et s'en nourrissent sont menacés d'une autre façon ; l'effet de mimétisme chromatique qui les protège sur la plante dans sa forme originelle est réduit à néant et ils sont beaucoup plus visibles pour leurs prédateurs (risque de modification de l'équilibre écologique). Lorsqu'un cultivar résulte d'une hybridation, on se trouve face à une espèce « nouvelle » ; celle-ci pourra peut-être nourrir certains insectes, mais certainement pas autant qu'une espèce existant à l'état sauvage (cf. les espèces exotiques). Par ailleurs, nombre d'hybrides sont stériles et ne produisent pas de graines.
En ce qui concerne l'installation des plantes, deux philosophies coexistent. Certains sont partisans de laisser faire la nature avant tout et d'attendre que des plantes sauvages s'installent d'elles-mêmes dans les milieux aménagés. On laisse ainsi se développer au maximum les graines déjà présentes dans le sol du jardin. D'autres plantes arriveront sous la forme de graines apportées par le vent et les animaux. Cette méthode possède un avantage certain : les végétaux qui se développent sont parfaitement adaptés aux conditions particulières du terrain. D'autres jardiniers sont davantage « interventionnistes » et plantent des végétaux, tout en conservant la flore spontanée. L'avantage de cette option est qu'elle permet l'installation de plantes sauvages qui ne sont plus présentes dans l'environnement proche et pour lesquelles la probabilité de les voir s'installer naturellement dans le jardin est très réduite, voire nulle.
Pour se procurer des plants et des graines sauvages, plusieurs solutions existent. L'approvisionnement peut se faire auprès d'une pépinière spécialisée dans les espèces sauvages d'origine locale ou auprès d'autres « jardiniers sauvages », qui disposent souvent de graines ou plantes en surplus. Il est également possible de prélever des graines et des boutures dans les terrains vagues ou au bord des routes. Dans le cas de certaines espèces protégées, tout prélèvement d'une quelconque partie de la plante est néanmoins interdit. Enfin, si un terrain est en passe d'être entièrement construit, il est possible d'y prélever des plantes entières et des « carrés de sol » à l'aide d'une bêche. C'est le seul cas où il est permis de « piller » le terrain, puisque le milieu est voué à la destruction. Dans les autres cas, il faut se limiter à la récolte de graines et boutures là où une plante est particulièrement abondante, afin de ne pas mettre en danger sa population, ce qui irait à l'encontre de la volonté de préservation de la nature qui est à la base du jardin sauvage.

## Animaux, abris et nourrissage
S'agissant des animaux, le mot d'ordre est simple : il ne faut procéder à aucune introduction. Tout d'abord, de nombreuses espèces sont protégées et il est interdit de déplacer les individus (même au stade de l'œuf). En outre, il est impossible d'être certain que le jardin conviendra à l'espèce, et l'introduction risque de se solder par un échec. Enfin, certains animaux peuvent modifier fortement l'équilibre écologique et nuire à la biodiversité ; il est ainsi fortement déconseillé d'introduire poissons et canards dans une mare de surface réduite. Si le jardin convient à certaines espèces animales, elles y viendront d'elles-mêmes et s'y implanteront durablement — pour autant que les animaux domestiques les laissent tranquilles.
Pour attirer un maximum de vie animale sauvage, toutes sortes d'aménagements sont possibles : plates-bandes de fleurs riches en nectar, carré de tournesols et autres plantes fournissant en abondance des graines appréciées des oiseaux, table de nourrissage et mangeoires (uniquement en hiver, car le type de nourriture généralement proposé ne convient pas au nourrissage des jeunes), nichoirs pour différentes espèces d'oiseaux, matériaux de construction pour les nids (boue, mousses, restes de laine…), abris à hérissons, à insectes et à chauves-souris… Le jardinier peut également multiplier à l'envi toutes sortes de micro-milieux favorables à la diversité de la vie sauvage : tas de bois, de feuilles mortes, de pierres, petits fagots de tiges creuses, talus secs et creux humides, souche ou tronc d'arbre mort qui sera colonisé par les champignons… Lorsque le jardin est entouré de murs, ceux-ci peuvent être couverts de plantes grimpantes. Un tas de compost abrite une foule d'animaux minuscules et sert de garde-manger aux insectivores du jardin.

## Entretien
La notion de jardin sauvage peut apparaître comme un contresens, un espace jardiné (dessiné, cultivé, contrôlé) étant l'opposé d'un espace sauvage, où l'homme n'intervient pas. Toutefois, si l'on souhaite maintenir une certaine diversité de milieux, il est nécessaire, à l'instar de ce qui se fait dans certaines réserves naturelles, d'effectuer un minimum de gestion. Dans le cas contraire, le jardin pourrait ne plus contenir, au bout d'un certain temps, qu'un nombre limité d'espèces dominantes. La gestion permet également de conserver un espace agréable pour le jardinier et sa famille grâce à l'entretien de chemins, d'une pelouse pour les jeux des enfants, d'aires de repos, etc. L'entretien est d'autant plus nécessaire que la surface du milieu concerné est petite, et donc sensible à l'envahissement par l'une ou l'autre espèce.
- La règle primordiale à respecter est de ne pas empoisonner le jardin avec des pesticides (insecticides, fongicides, etc.) puisque l'objectif est de favoriser la vie sauvage. Il est préférable d'envisager l'attaque massive d'un « nuisible » comme symptomatique d'un déséquilibre à corriger (plante recevant trop peu de lumière ou inadaptée au sol, trop faible diversité des végétaux, sol nu permettant aux spores de champignons d'atteindre les feuillages lorsque les gouttes de pluie rebondissent…).
- De manière générale, il est préférable d'utiliser des outils mécaniques, silencieux et plus « doux » que les outils à moteur. Ainsi, utiliser une faux pour couper l'herbe haute laisse une chance de survie aux insectes, qui seraient par contre broyés par une tondeuse.
- L'objectif de l'entretien n'est pas de nettoyer parfaitement le jardin, afin de laisser suffisamment d'abris pour les petits animaux. Ainsi, il vaut mieux supprimer les tiges mortes des plates-bandes au printemps, pour qu'elles puissent servir de refuge aux insectes pendant la mauvaise saison.
- Une partie des végétaux ligneux peut être entretenue en taillis, pour le bois de chauffe par exemple. Cela permet d'obtenir des plantes touffues. Certains arbres peuvent être taillés en têtard : de nombreuses espèces végétales et animales s'installeront dans les cavités de la « boule ». Les arbres en surnombre doivent être supprimés. Il est intéressant de conserver les arbres morts et creux, pour autant que ceux-ci ne constituent pas un danger, car ils peuvent servir d'abri aux animaux cavernicoles (certains oiseaux, écureuils, chauves-souris…).
- Dans un petit jardin, il est souvent nécessaire de tailler les haies tous les ans ou tous les deux ans pour en limiter la hauteur et la largeur. Il faut absolument procéder en dehors de la période de nidification des oiseaux.
- L'entretien d'une pelouse nécessite une tonte régulière, en réglant la lame assez haut (environ 8 cm). Ceci favorise les plantes basses, qui fleuriront si on saute de temps en temps quelques tontes. Pour favoriser les plantes de prairie de printemps, l'herbe est coupée régulièrement à partir de fin juin seulement. Pour favoriser les plantes de prairie d'été, on ne fauche pas avant fin septembre ; l'herbe peut toutefois être coupée jusqu'en juin si l'on a besoin d'une zone d'herbe rase (pour les jeux, bains de soleil, etc.).
- L'herbe coupée doit être éliminée (compost) car les prairies les plus fleuries sont souvent les plus pauvres, un milieu riche étant trop favorable aux seuls chardons, orties et graminées. L'herbe doit être laissée à sécher quelques jours avant d'être évacuée, le temps que les petits animaux se réfugient dans les chaumes et que les graines mûres se détachent des tiges.
- Les friches doivent être régulièrement débarrassées des végétaux ligneux qui s'y implantent, afin d'empêcher l'évolution vers un milieu boisé. On peut par exemple en faucher une partie différente chaque année.
- Les zones réservées aux plantes annuelles doivent être retournées tous les ans, avant ou pendant la période de repos de la végétation, afin que ces plantes ne soient pas concurrencées par le système racinaire des végétaux vivaces et réapparaissent chaque année.
- Il est souvent nécessaire d'éliminer les algues qui se développent dans les mares lorsque l'eau est trop riche et de limiter certaines plantes qui risquent d'envahir la zone d'eau ouverte. La matière végétale morte doit être éliminée pour éviter l'eutrophisation.
- On peut souhaiter donner aux plates-bandes et rocailles proches de la maison et de la terrasse un aspect plus soigné, y associer des couleurs particulières et favoriser les plantes parfumées. Il est dès lors nécessaire d'enlever les végétaux indésirables, quitte à les réinstaller ailleurs dans le jardin.
- Le compost doit être aéré et maintenu humide, et, une fois mûr, étendu au pied des jeunes arbres et des fruitiers, sur les plates-bandes de fleurs exigeantes et au potager.

Les plantes indigènes, par essence parfaitement adaptées au climat et aux micro-organismes présents dans l'environnement (leurs « prédateurs »), requièrent peu de soins. L'entretien d'un jardin sauvage ne nécessite pas d'engrais fortement dosés, d'arrosages copieux, de traitements insecticides et fongicides, de lourde préparation du sol : pour autant que les végétaux soient adaptés au type de sol et à l'ensoleillement de la zone du jardin où ils sont plantés, ils sont naturellement résistants et le jardinier peut se contenter de limiter leur développement. Le tonneau ou la citerne d'eau de pluie et le tas de compost suffisent pour soigner les plantes plus exigeantes que l'on aura souhaité cultiver. Si une plante dépérit malgré le bon équilibre du jardin, l'attitude du « jardinier sauvage » est plutôt de se dire qu'elle n'y était pas vraiment à sa place plutôt que de s'acharner à la faire pousser coûte que coûte en intervenant continuellement.

## Avantages
Outre la conservation de la nature et de la biodiversité, le jardin sauvage présente d'autres aspects positifs.
Un jardin sauvage est à la fois un jardin écologique et un jardin économique. L'absence d'utilisation de pesticides, d'arrosage intensif et de recours aux engrais chimiques en font en effet un jardin non polluant et respectueux des ressources en eau. L'usage parcimonieux de la tondeuse à gazon et du taille-haie contribue à la fois au calme du quartier et aux économies d'énergie. Le prix des espèces indigènes est relativement peu élevé, et même nul si l'on privilégie l'implantation spontanée, la récolte de graines, le bouturage et les échanges avec d'autres jardiniers.
Un jardin sauvage constitue également un cadre idéal pour l'implantation d'un potager ou d'un verger biologique. En effet, l'équilibre écologique du jardin (absence de maladies, prédateurs variés) profite aux cultures et rend superflu l'usage de pesticides. La présence de nombreux insectes pollinisateurs est également garante de récoltes abondantes de fruits et légumes-fruits.
En zone rurale, ces jardins s'intègrent harmonieusement dans le paysage (pas de haies de thuyas qui défigurent le bocage, etc.).
Ce concept de jardinage convient parfaitement aux personnes qui ne souhaitent pas consacrer trop de temps à l'entretien de leur jardin (voir plus haut), mais préfèrent le contempler et observer la vie qui s'y développe.
Enfin, le jardin sauvage offre un terrain de découvertes pour tous ses usagers, quel que soit leur âge. Il permet de se familiariser avec des végétaux devenus rares dans les jardins et dans la nature, bien que naturellement présents dans la région, et d'observer la faune sauvage. Un tel jardin attire oiseaux et papillons ; c'est là un élément qui séduira de nombreux propriétaires de jardin.

## Jardins sauvages ouverts au public
- En Belgique
  - Jardin modèle Natagora au Jardin Jean-Félix Hap à Etterbeek
  - Refuge naturel modèle Natagora de La Marache à Lasne
  - Refuge naturel de l'ASBL Ardennes Liégeoises à Ferrières
  - Jardin naturel de Gerpinnes
- En France
  - Le Jardin sauvage de Paris
  - Le Jardin naturel à Paris
  - Le Jardin sauvage Saint-Vincent à Paris (Montmartre)
  - Le jardin au naturel à Gussignies
  - Le Jardin Jungle Karlostachys
- Au Québec
  - Le Jardin des Premières-Nations, ainsi que le Jardin du sous-bois, au Jardin botanique de Montréal
  - Le Parc-nature du Cap-Saint-Jacques à Montréal